# Widok (voïvodie de Mazovie)
Pour les articles homonymes, voir Widok.
Widok (prononciation : [ˈvidɔk]) est un village polonais de la gmina de Chynów dans le powiat de Grójec de la voïvodie de Mazovie dans le centre-est de la Pologne.
Il se situe à environ 2 kilomètres au sud-est de Chynów (siège de la gmina), 17 kilomètres à l'est de Grójec (siège du powiat) et à 37 kilomètres au sud de Varsovie (capitale de la Pologne).

## Histoire
De 1975 à 1998, le village appartenait administrativement à la voïvodie de Radom.